# 尼基·海登
尼古拉斯·帕特里克·海登（英語：Nicholas Patrick Hayden，1981年7月30日—2017年5月22日），綽號“肯塔基小子”，美國已故職業摩托車賽車手。
海登出生於美國肯塔基州歐文斯伯勒的一個摩托車賽車世家，孩提時即開始參與摩托車越野賽事。在家鄉的AMA賽事嶄露頭角後，2003開始參與世界摩托車錦標賽賽事，並拿下年度新人獎。
2006年獲得世界摩托車錦標賽冠軍。
2017年5月17日，海登在義大利里米尼進行道路心肺功能單車訓練時遭轎車撞上。由於腦部嚴重受創，五天後在當地醫院死亡，享年35歲。海登於2018年追授進入AMA摩托車名人堂。

## 外部連結
- nickyhayden.com （页面存档备份，存于）
- Profile on MotoGP.com （页面存档备份，存于）